# مير ظفر الله خان جمالي
مير ظفر الله خان جمالي هو سياسي باكستاني ومدير رياضي سابق. تولى رئاسة وزراء باكستان الثالث عشر من 2002 حتى استقالته عام 2004.

## وصلات خارجية
- مير ظفر الله خان جمالي على موقع مونزينجر (الألمانية)